# Амалия фон Клеве
Амалия фон Клеве-Юлих-Берг (на немски: Amalia von Kleve-Jülich-Berg, * 17 октомври 1517 в Дюселдорф, † 1 март 1586 също там) е принцеса от фамилията Дом Ламарк от херцогство Юлих-Клеве-Берг
Тя е най-малката дъщеря на Йохан III фон Юлих-Клеве-Берг (1490 – 1539) и съпругата му Мария от Юлих (1491 – 1543), дъщеря на херцог Вилхелм фон Юлих-Берг.
Ханс Холбайн рисува портрети на Амалия и нейната сестра Ана Клевска, за да бъдат показани на английския крал Хенри VIII, който си търси годеница. Кралят избира нейната сестра Ана и те се женят на 6 януари 1541 г.
Амалия не се омъжва. Тя пише любовна книга. Запазеният оригинал се намира в държавната библиотека Берлин.